# Motohodina
Motohodina je veličina měřená u strojů a motorů, u kterých nelze měřit jinak množství odvedené práce nebo příkon. Typicky u stavebních strojů, traktorů. Je vztažena ke jmenovitým otáčkám motoru a je definována takto:
Jedna hodina práce motoru při jmenovitých otáčkách = jedna motohodina.
Udává tedy přibližně zatížení motoru. Orientačně lze podle ní zjistit např. spotřebu paliva, určuje servisní intervaly apod. Pro přesnější popis zatížení a opotřebení motoru, a tedy i odvedené práci a jeho skutečného stavu, by bylo třeba uvádět ještě dobu trvání práce v občanském čase a celkovou spotřebu paliva.